# Política en Los Simpson
La política es un tema común en la serie animada Los Simpson, y este fenómeno ha tenido algún cruce con la verdadera política estadounidense. Conservadores estadounidenses expresaron su oposición a la serie en sus primeras transmisiones, cuando aún era polémica por su humor crudo e irreverente marco de los valores familiares. El ex presidente de los Estados Unidos George H. W. Bush dijo que los Estados Unidos «necesitan estar más cerca de Los Walton que de Los Simpson». La admitida inclinación liberal de la serie ha sido bromeada en episodios como The Simpsons 138th Episode Spectacular, en la que se hace referencia a cientos de mensajes de derecha radical insertados en cada episodio por el creador Matt Groening. Más recientemente, sin embargo, los escritores de ciberbitácoras conservadores y comentaristas han promovido con entusiasmo los fenómenos culturales influenciados por la serie, como el término despectivo del Jardinero Willie para los franceses, los «monos abandonados comedores de queso».
Los temas políticos en Los Simpson incluyen homofobia y matrimonio entre personas del mismo sexo (en los episodios Homer's Phobia y There's Something About Marrying), inmigración y control de fronteras (Much Apu About Nothing, Recetas de medianoche, Coming to Homerica), abuso de drogas y alcohol (Brother's Little Helper, Weekend at Burnsie's, Homer vs. The Eighteenth Amendment, Duffless, E-I-E-I-(Annoyed Grunt), y Days of Wine and D'oh'ses), derechos de portar armas (The Cartridge Family), censura a los medios de comunicación (Fraudcast News), problemas ambientales (The Old Man and the Lisa, Trash of the Titans, Lisa the Tree Hugger, The Wife Aquatic, The Squirt and the Whale, además de ser una trama importante en el largometraje), campañas electorales (Two Cars In Every Garage And Three Eyes On Every Fish, Sideshow Bob Roberts, Mr. Spritz Goes to Washington, See Homer Run, E. Pluribus Wiggum, Politically Inept, with Homer Simpson), y corrupción (Mr. Lisa Goes to Washington).

## Tendencia política de la serie
Algunos comentaristas dicen que la serie es de naturaleza política y susceptible a una tendencia de izquierda. Al Jean admitió en una entrevista que la serie tiene inclinación liberal. Los escritores a menudo evidencian una apreciación de ideales progresistas, pero la serie hace bromas a todo el espectro político. En los comentarios de DVD, el creador Matt Groening y la mayoría de las personas que trabajan en la serie indican en varias ocasiones que son muy liberales; pero algunos, como John Swartzwelder (autor de muchos episodios), son conservadores. Así que los dos principales partidos políticos de Springfield, los republicanos y los demócratas, residen en un estereotípico castillo draculiano y en un bufé de ensaladas público, respectivamente; el recurrente alcalde, Joe Quimby, es presentado como demócrata y Sideshow Bob como republicano durante su breve mandato como alcalde. La serie presenta a las grandes empresas estatales como entidades insensibles que se aprovechan del trabajador común. Por lo tanto, los escritores a menudo retratan a figuras de autoridad en una luz desfavorable o negativa. En Los Simpson, los políticos son corruptos, los ministros como el Reverendo Lovejoy se muestran indiferentes a los feligreses y la policía local es a la vez incompetente y corrupta.

## Tendencia política de los personajes
En el episodio en el que Montgomery Burns se presenta a gobernador, se muestra que Homer y Marge tienen posicionamientos políticos opuestos. Mientras Homer se declara pro-Burns, Marge se declara pro-Bailey, siendo Burns el candidato del Partido Republicano y Mary Bailey, la gobernadora en ese momento y candidata del Partido Demócrata. En otro episodio, Homer lee con interés un panfleto de Ross Perot, un político ultraconservador, y en ocasiones ha pronunciado coletillas típicas de los votantes republicanos como «malditos demócratas» y «esos peces gordos de Washington»; si bien, es cierto que años después intentó votar por Barack Obama.
A su vez, cuando Marge prepara su currículum, le comenta a Lisa que votó por Jimmy Carter en dos ocasiones, aunque da señales de avergonzarse de ello. Lisa manifiesta en muchas ocasiones su tendencia liberal, así como sus posicionamientos ecologistas y su admiración por Bill Clinton y Al Gore, lo que la asocia con el Partido Demócrata. Por otro lado, las afirmaciones de Bart sobre que «ayudar a los demás y compartir es tonto» lo identificarían como un libertario afín al ala más radical del Partido Republicano, aunque en la campaña por la alcaldía apoyó a Joe Quimby, candidato demócrata, contra Sideshow Bob. En cuanto a Abraham Simpson, lleva en su cartera un carné del Partido Comunista, y su último deseo antes de que le practicasen una eutanasia fue ver a la policía dando palizas a hippies. Respecto a Mona Simpson, la madre de Homer, es una activista de izquierda fugitiva de la ley.
En cuanto a los personajes secundarios, además de Montgomery Burns, Sideshow Bob, Krusty el payaso, Julius Hibbert, Rainier Wolfcastle, el Texano Rico y el abogado recurrente de Burns han sido vistos en reuniones del Partido Republicano; aun así, Krusty afirma haber votado por Bill Clinton al menos en una ocasión. Varias declaraciones xenófobas y homofóbicas de Moe Szyslak y Barney Gumble los asocian también con este partido. Por otro lado, Lenny Leonard se autodefine como liberal y afirma que las declaraciones del locutor ultraconservador Birch Barlow le hacen sentir incómodo, al igual que a Carl Carlson. A su vez, aunque Waylon Smithers reconoce haber participado en la campaña de Sideshow Bob por la alcaldía, dice que sus políticas conservadoras no encajan con «su estilo de vida», aludiendo a su homosexualidad.

## Crítica de valores
El 27 de enero de 1992, el presidente George H. W. Bush pronunció un discurso durante su campaña de reelección que inició la pelea entre los Simpson y los Bush. En ese momento, los valores familiares fueron la piedra angular de la plataforma de la campaña de Bush. Así que dio el siguiente discurso en la convención de la Emisora Nacional Religiosa en Washington. «El siguiente valor que hablo debe estar para siempre grabado en piedra. Hablo de la decencia, el coraje moral para decir lo que es bueno y condenar lo que está mal, y necesitamos una nación más cerca de los Waltons que de los Simpson. Un Estados Unidos que rechaza la incivilidad, la marea de la incivilidad y la marea de la intolerancia».
La siguiente emisión de Los Simpson fue una repetición del debut de la tercera temporada, Stark Raving Dad (1991), el 30 de enero de 1992. En esa transmisión se incluyó rápidamente una nueva introducción, que fue una respuesta al discurso de Bush. La escena comienza en la sala de los Simpson. Homer, Patty y Selma se sientan en el sofá. Maggie está en su silla al lado del sofá. Bart y Lisa están tirados en la alfombra. Todos miran la televisión y ven un discurso de Bush. Cuando Bush dice, «Necesitamos una nación más cerca de los Waltons que de los Simpsons», Bart responde: «Eh, somos como los Waltons. También estamos orando para que termine la Depresión».
Los productores del programa desarrollaron su respuesta más allá al crear el episodio Two Bad Neighbors (séptima temporada, 1996), en el que los Bush se mudan al mismo barrio de los Simpson. Josh Weinstein dijo que el episodio es a menudo mal entendido. Muchas audiencia esperaban una sátira política, mientras que los escritores hicieron un esfuerzo especial para mantener la parodia apolítica. Bill Oakley hace hincapié en que «no es un ataque político, ¡es un ataque personal!», y en vez de criticar a Bush por sus políticas, el episodio se burla de su «carencia de negras».
Mientras que Bush padre ha sido un objetivo particular de Los Simpson, otros presidentes también han sido objeto de burla, por lo general en los episodios que corresponden con el mandato del presidente. Un ejemplo de ello mostró a Bill Clinton tocando su conocido saxofón y que después Moe Szyslak le gritase «¡Vuelve al trabajo, Clinton!», probablemente una observación de que durante su primer mandato Clinton dio una imagen que se trataba de un momento alegre para estar en la oficina y fue visto haciendo más actividades recreativas y que sus deberes oficiosos.

## Temas

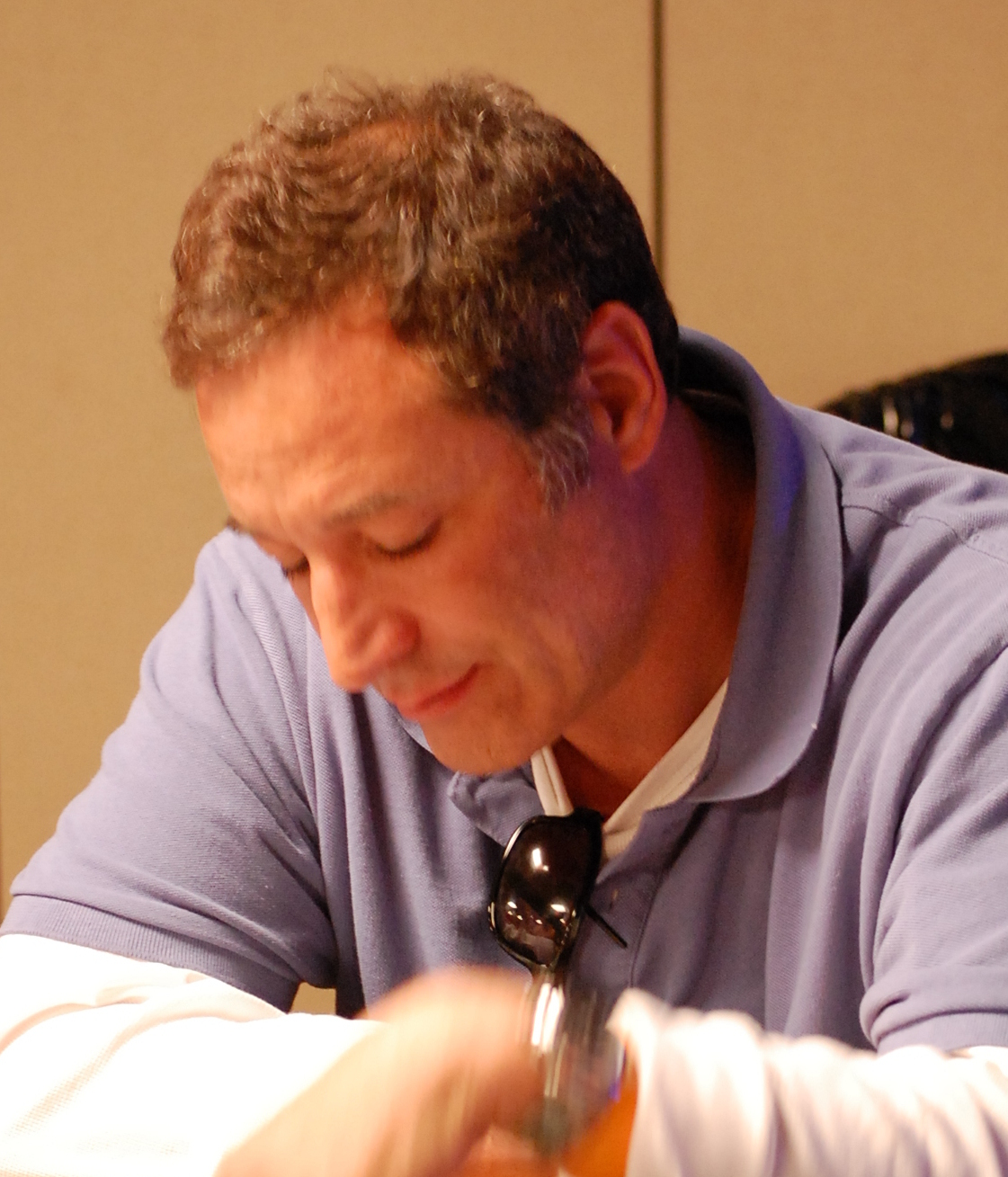
Sam Simon fue quien propuso la idea de un episodio en el que Homer obtiene un arma

### Derecho a portar armas
El tema del derecho a portar armas fue explotado en el episodio The Cartridge Family (novena temporada, 1997). Sam Simon propuso un episodio para una de las primeras temporadas en la que veía a Homer obteniendo un arma mientras que nadie más quería la tuviera. El episodio concluiría con Homer frustrando un asalto y declarando que aunque las armas traen destrucción, a él le fue bien. Sin embargo, el episodio fue propuesto por Mike Scully para la séptima u octava temporada, antes de ser usado para la novena temporada. Esto proveyó el esbozo básico, y John Swartzwelder escribió el guion. En el episodio, muchos diálogos ofrecen una visión positiva de las armas, pues el personal sentía que no podía simplemente hacer un episodio sobre lo malo que es portar armas. Muchos de entre el personal están a favor de portar armas, aunque otros, como Matt Groening, son de izquierda política y están completamente en contra. Siendo así, el episodio fue diseñado para no seguir ninguna tendencia específica y muestra ambas tendencias de manera ecuánime. Scully constató que si acaso hay algún mensaje en el episodio, es que un hombre como Homer no debería portar un arma. Los editores estaban nerviosos sobre algunos aspectos del episodio, como el de Homer apuntando el arma al rostro de Marge, y Bart apuntando el arma a Milhouse con una manzana en su boca, pero al final lo permitieron.

### Homosexualidad
Los Simpson ha explorado temas sobre LGBT muchas veces. El primer incidente fue en el episodio Simpson y Dalila (segunda temporada, 1990) en la que el personaje Karl —interpretado por Harvey Fierstein— besa a Homer. Homer's Phobia (octava temporada, 1997) fue el primer episodio que trató por completo temas de homosexualidad.  El episodio presenta al personaje homosexual John (John Waters), quien no es identificado inmediatamente como homosexual y no se ajusta al típico estereotipo del homosexual. Después de que en un inicio siente cariño por John, Homer actúa contra él vehementemente cuando descubre su sexualidad («no es porque sea gay, ¡sino porque es un mentiroso! Debió al menos haber tenido la decencia de admitir que él es... ¡así!»). Finalmente, Homer acepta a John por quien es y acepta su estilo de vida. La GLAAD dijo que el episodio fue «un brillante ejemplo de cómo mostrar representaciones inteligentes, justas y divertidas de nuestra comunidad en la televisión»; y lo premió con el premio GLAAD Media Awards por Televisión Sobresaliente-Episodio Individual. Dos episodios posteriores que exploraron el tema sobre LGBT fueron Three Gays of the Condo (temporada 14, 2003) y There's Something About Marrying (temporada 16, 2005). El primero trató sobre el derecho de los homosexuales a casarse y reveló que Patty la hermana de Marge era lesbiana. La GLAAD describió el episodio como un «rayo de luz».
El personaje Waylon Smithers parece representar el estereotipo de un gay en el armario, y se hacen numerosas alusiones evidentes y de doble sentido concernientes a su homosexualidad. Aunque no se ha declarado a sí mismo homosexual, tiene muchos amigos homosexuales, frecuenta el barrio gay de Springfield y va de vacaciones a una estación turística exclusiva para hombres. A Smithers se le muestra con un apasionado amor por Montgomery Burns; aunque luego, en 2007, durante la temporada 18 de la serie, Matt Groening y el productor ejecutivo James L. Brooks escribieron en una entrevista que Smithers, al fijarse en un individuo particular, no era homosexual, sino «Burns-sexual». Smithers tiene ocasionales fantasías con Burns: al encender su computadora, aparece Burns desnudo con un montaje de sonido que dice: «Hola, Smithers. Eres bastante bueno encendiéndome». Smithers ha declarado abiertamente su amor por Burns en al menos dos ocasiones, tal como en Lisa the Skeptic (novena temporada, 1997), cuando, al creer que era el fin del mundo, Smithers dice «¡Oh, qué diablos!» y besa a Burns en los labios, aunque después le explica que fue «meramente una muestra de mi respeto». Otra ocasión es la fantasía de Smithers de un desnudo Burns saliendo de un pastel de cumpleaños en Rosebud (quinta temporada, 1993). Marge Gets a Job (cuarta temporada, 1992) tiene una secuencia de un sueño donde Smithers está durmiendo y Burns vuela a través de una ventana. La secuencia muestra a Burns volando hacia él y Smithers reacciona feliz; la escena provoca un poco de controversia debido a la forma en que los animadores colocaron la rodilla del personaje. En el episodio Homer Defined (tercera temporada, 1991), al pensar que están a punto de morir, Smithers le dice a Burns: «Señor, puede que no haya otro momento para decirlo: Lo amo, señor».
En 2006, un estudio llevado a cabo por GLAAD determinó que nueve de los 679 personajes principales y secundarios de los episodios transmitidos en la televisión eran homosexuales, pero Smithers no estaba incluido. Patty Bouvier, la hermana lesbiana de Marge, fue incluida en ambas listas. Una lista publicada 2008 por la misma organización incluyó a Smithers.
En una entrevista, Matt Groening expresó su amistad y su apoyo por los individuos homosexuales. Según él, «los hombres homosexuales están hambrientos de muestras positivas de amor perdurable».
La Gay, Lesbian and Straight Education Network (GLSEN), la cual estaba en medio de una campaña para prevenir el uso casual del adjetivo «gay», criticó el diálogo de Nelson Muntz «la Gran Calabaza es súper gay» en Treehouse of Horror XIX (temporada 20, 2008). Un portavoz de GLSEN dijo que «muchas personas dicen gay sin darse cuenta de que lo que están diciendo es malo, estamos tratando de enseñar a la gente que este es un término perjudicial para los jóvenes cuando se dice de modo negativo». Se han hecho muchos chistes similares en la serie sin provocar controversias.

## Relaciones extranjeras

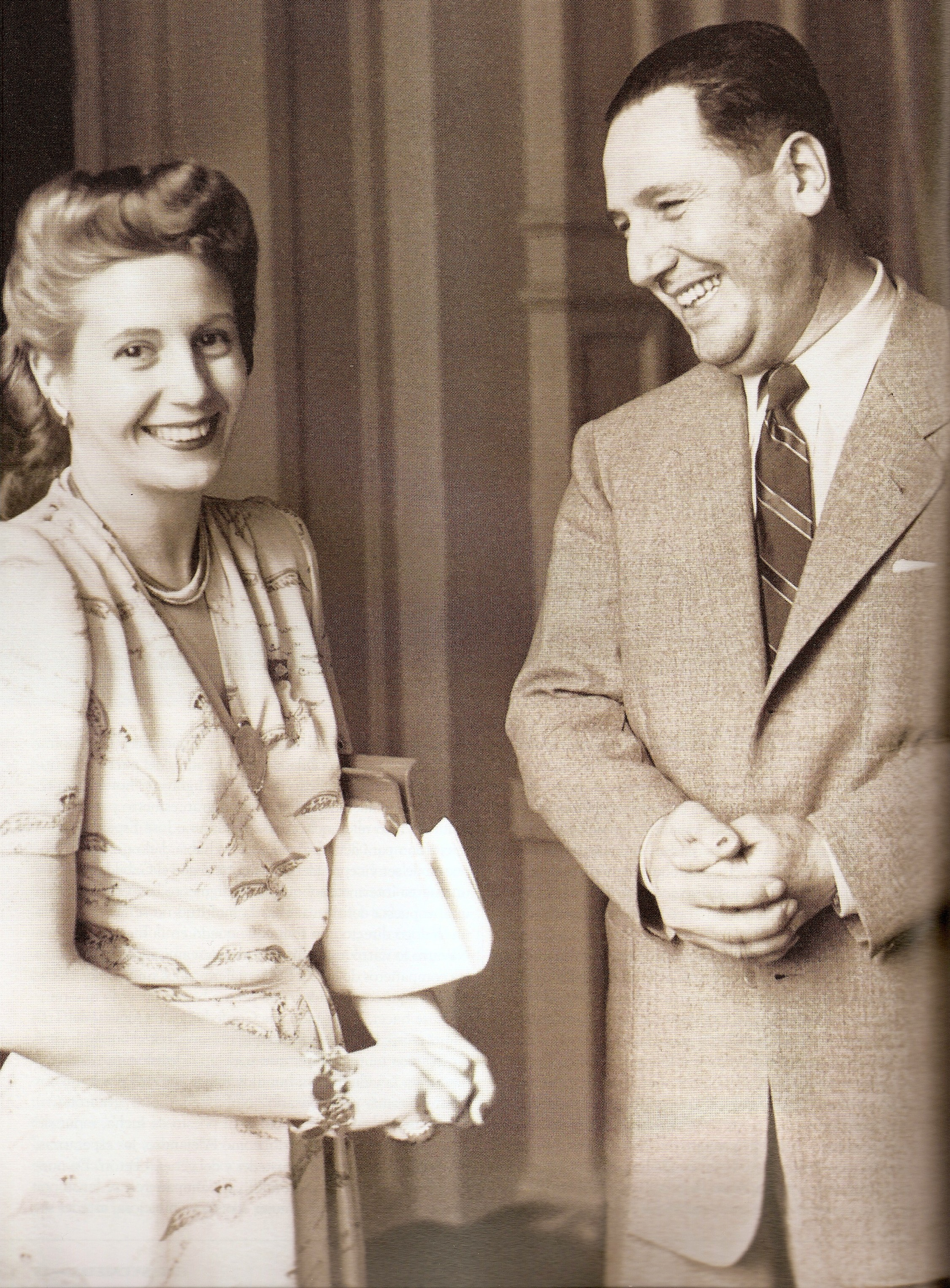
Juan Domingo Perón, expresidente de Argentina, y su esposa, Eva Perón.

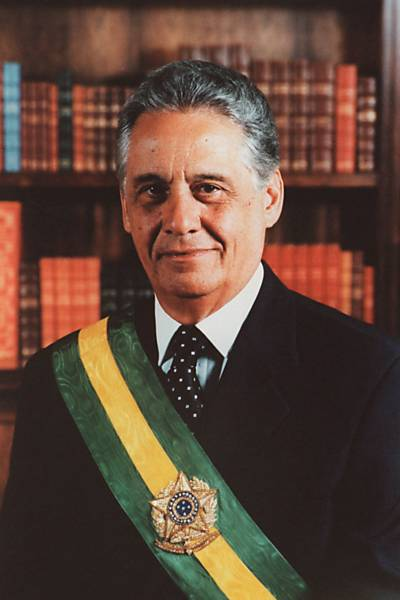
Fernando Henrique Cardoso, expresidente de Brasil.

### Argentina
El episodio E. Pluribus Wiggum (decimonovena temporada, 2008) causó polémica en Argentina antes de su emisión allí. La controversia es por un diálogo entre Lenny Leonard y Carl Carlson. Carl dice: «Yo podría apoyar a alguna especie de dictador militar, como Juan Perón. Cuando él te desaparecía, ¡tú te quedabas desaparecido!». El vídeo fue visto en YouTube más de diez mil veces en Argentina y algunos políticos en el país pidieron que el episodio fuese censurado o prohibido.
Lorenzo Pepe, exdiputado del Partido Justicialista y presidente del Instituto Nacional Juan Domingo Perón, dijo que «este tipo de programas causa un gran daño, ya que las desapariciones siguen siendo una herida abierta aquí». Algunos reaccionaron negativamente a la respuesta de Lenny al comentario de Carl: «Además, su esposa era Madonna», una referencia a la película Evita, en la que Madonna interpretó a Eva Perón. Los argentinos protestaron la decisión de los realizadores de que Madonna protagonizase el papel de la amada primera dama. Pepe agregó que «la parte de Madonna [...] fue demasiado». La petición de prohibir el episodio de Pepe fue rechazada por el Comité de Radiodifusión de Argentina por motivo de libertad de expresión.
En una decisión sin precedentes, FOX decidió no emitir el episodio en América Latina. En un correo electrónico enviado más tarde a los medios de comunicación, la cadena dijo que esta decisión se basó en «la posibilidad de que el episodio contribuyese a reabrir heridas muy dolorosas para Argentina». El Comité Federal de Radiodifusión dejó en claro que el episodio no fue transmitido en Argentina por la propia elección de FOX. Aun así, a partir de 2012 el episodio comenzó a ser emitido en la señal genérica que abarca a Colombia, Chile, Venezuela, entre otros países.[cita requerida]

### Brasil
En 2002, el Patronato de Turismo de Río de Janeiro halló el episodio de la decimotercera temporada La culpa es de Lisa (2002) tan ofensivo para el pueblo brasileño, que amenazó con demandar a los productores. Las palabras exactas del patronato fueron «Lo que realmente dolió fue la idea de los monos, la imagen que Río de Janeiro era una selva [...] Es una imagen totalmente irreal de la ciudad». Al presidente de Brasil de ese momento, Fernando Henrique Cardoso, le pareció que ara «una visión distorsionada de la realidad brasileña». Río de Janeiro acababa de gastar millones para promocionar la ciudad internacionalmente. Su reputación ya estaba dañada debido a un brote de la dengue unos años antes. El productor James L. Brooks pidió disculpas a «la hermosa ciudad de Río de Janeiro», y agregó que «si esto no resuelve el problema, Homer Simpson se ofrece a pelear contra el presidente brasileño en Celebrity Boxing». Después de la disculpa, el asunto no fue más allá. Sin embargo, fue noticia internacional por un tiempo.
La culpa es de Lisa ha sido una fuente de estudios académicos en los Estados Unidos y Brasil. Alessandro de Almeida, un máster en Historia de la Universidad Federal de Uberlândia, vincula la representación de Brasil en el episodio con el «caos social» del segundo mandato de Cardoso como presidente. En su opinión, «la asociación de la figura del presidente Fernando Henrique Cardoso con las de las celebridades en decadencia de Celebrity Boxing es interesante teniendo en cuenta el significado político del episodio». En ese momento, en el que Brasil se enfrentaba a graves problemas sociales debido a la crisis financiera asiática, «la confianza en el gobierno federal de Brasil fue sacudida fuertemente, y la imagen del presidente de Brasil estuvo, sin duda, en declive». También argumenta que la crítica del episodio «no se centra sólo en Brasil», citando que si bien «en los Estados Unidos Bart acostumbra ver caricaturas violentas, en Brasil ve programas “educativos” vinculados a la sexualidad». El escape de la realidad del personaje, según él, «demuestra los problemas de las sociedades contemporáneas». Concluyó su artículo diciendo que el episodio pudo haber generado un debate sobre el gobierno de Cardoso que beneficiaría a la sociedad brasileña, de no haber sido censurado de la emisión televisiva por Rede Globo.

### Francia

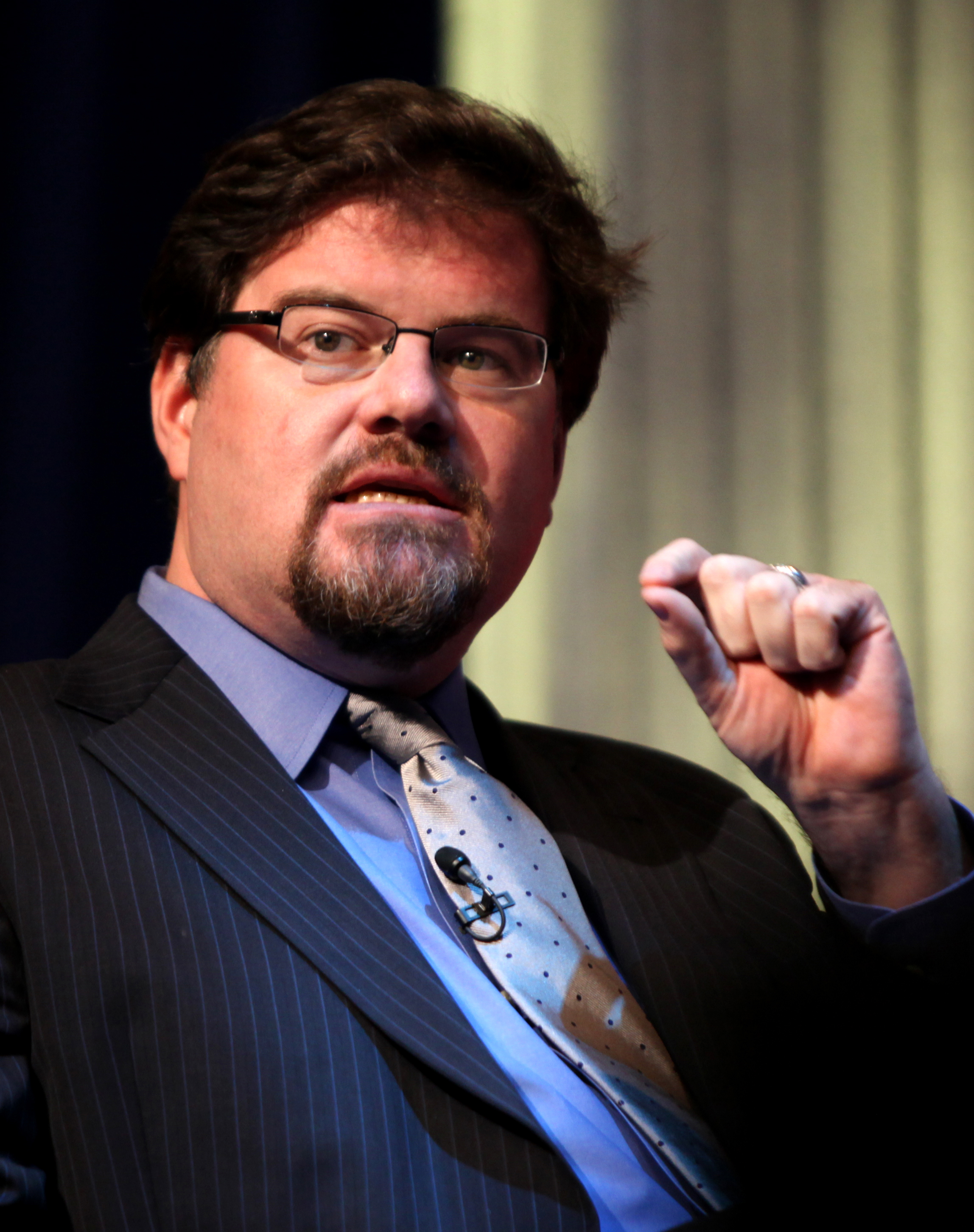
Jonah Goldberg, columnista que popularizó la frase «monos abandonados comedores de queso».

«Monos abandonados comedores de queso», a veces abreviada a «monos abandonados», es una frase satírica e insultante en referencia a los franceses, que ganó notoriedad en los Estados Unidos, en particular en el período previo a la Guerra de Irak. La frase fue popularizada por primera vez en Los Simpson, en el episodio 'Round Springfield (temporada 6, 1995). Willie, el conserje de la escuela, un inmigrante descuidado de Escocia, está enseñando francés debido a los recortes presupuestarios, vestido con un jumper a rayas y una boina. Saluda a la clase con (en marcado acento escocés) «¡Bonjourrrrrrrrr, monos abandonados comedores de queso!».
La frase fue escogida y usada predominantemente por políticos y publicaciones republicanos estadounidenses. Fueron dirigidos, según el periódico nacional británico The Guardian, por Jonah Goldberg, un columnista popular de la revista bisemanal estadounidense National Review y editor de su cibersitio National Review Online. La columna de Goldberg que solo se publica en línea, G-File, está escrita de un modo más personal y casual, y a finales de los años 90 a menudo contenía referencias de Los Simpson (y de otros temas de la cultura popular). El repetido uso agresivo de la frase «monos abandonados comedores de queso» por parte de Goldberg la llevó a su más amplio uso entre sus lectores, a pesar de que Goldberg había dejado de usarla cuando la frase estaba ganando popularidad después del 11-S.
Francia se opuso a muchas posiciones y acciones de los Estados Unidos, en particular la invasión de Irak de 2003. Algunos argumentan que el éxito de la frase refleja la profunda antipatía en los Estados Unidos hacia los países como Francia, los cuales se oponen a los Estados Unidos en los foros internacionales.
El New York Post resucitó la frase «Monos Abandonados» en forma de encabezado para su página frontal del 7 de diciembre de 2006 para referirse al Grupo de Estudio sobre Irak y su recomendación de que las brigadas de combate de los Estados Unidos fueran retiradas de Irak a principios de 2008.
El primer episodio de Los Simpson que presentó un viaje internacional fue The Crepes of Wrath, en el que no se retrata a Francia por su política sino por elaboración de vino. Bart es abusado por dos enólogos franceses que le hacen trabajar sin compensación, pero son llevados a la justicia cuando Bart es capaz de comunicarle a la policía francesa que los enólogos están adulterando el vino con químicos peligrosos. Bart es recompensado por los franceses con la alfombra roja por el resto de su estadía. El episodio parece parodiar el estereotipo de que los franceses son condescendientes con los estadounidenses, pero Bart dice «conocí a un francés agradable», recordando al policía que le salvó de quienes le atormentaban.
En otros capítulos se alude al rol subalterno y opaco de Francia en las guerras, desde una óptica estadounidense. En un capítulo un capitán de barco francés ofreció a los Simpson ir a Francia, diciéndoles: "Vengan a Francia y nos burlaremos del país que nos salvó dos veces de los alemanes (Estados Unidos)". En otro, Lenny Leonard, antes de saltar a un pozo, dijo "tiemblo como un soldado francés". Y en un tercero, en el que Lisa era Juana de Arco, Homero (en ese capítulo el padre de Juana) inquirió: "¿Victoria? (del ejército francés) ¡Pero si en francés no tenemos una palabra para eso!"